# 玉蔵院 (さいたま市)

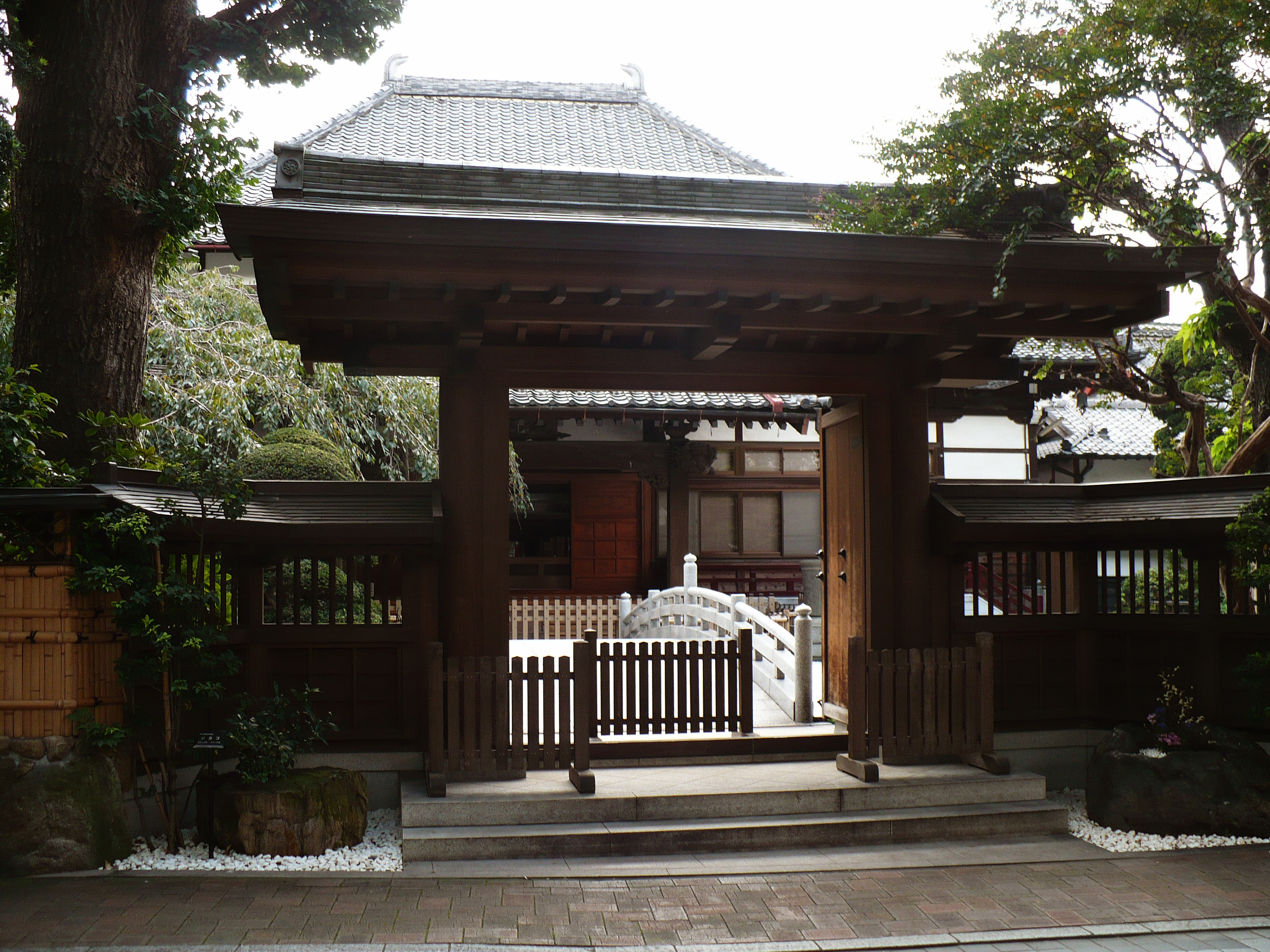
玉蔵院正面

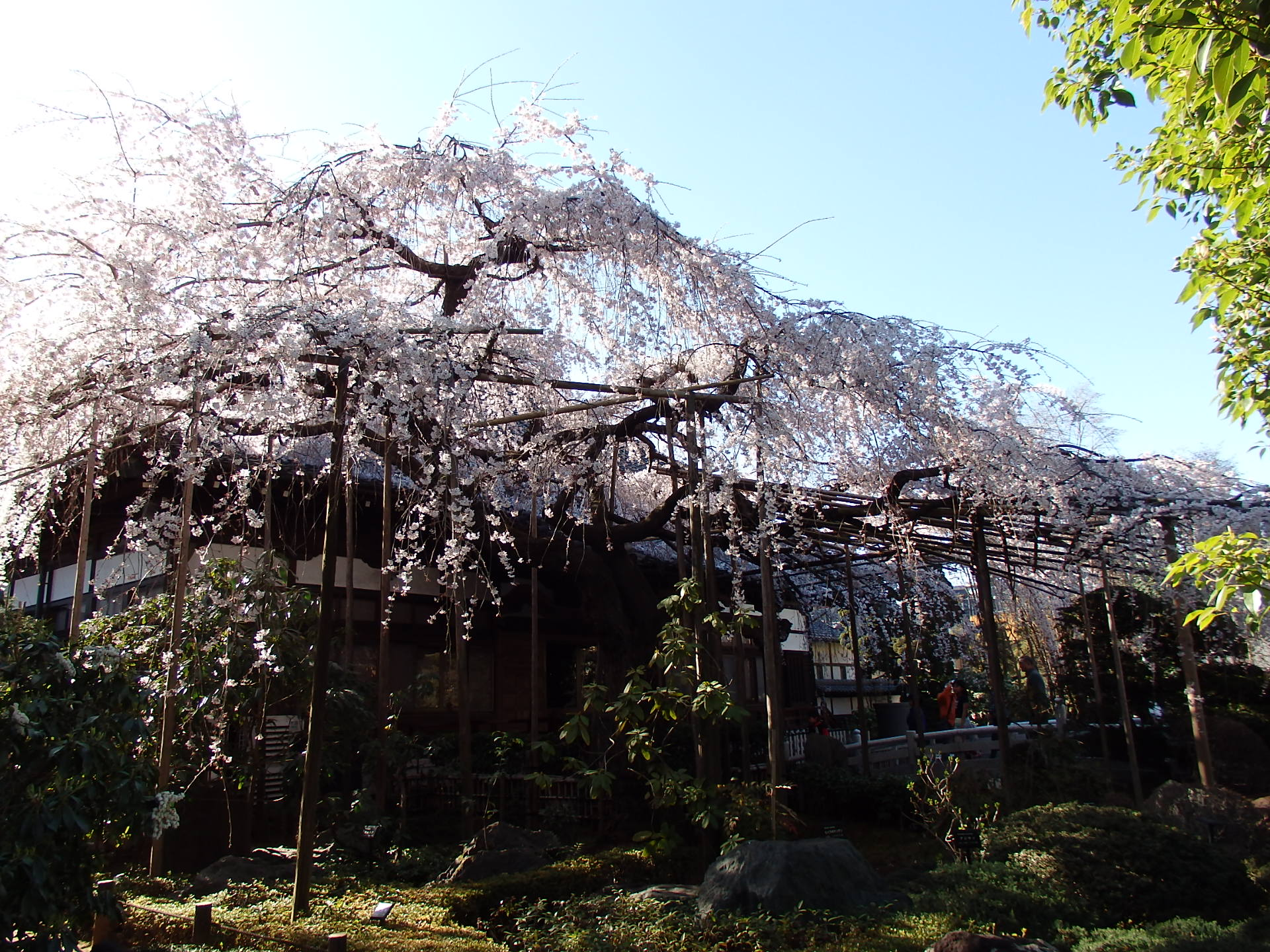
玉蔵院のしだれ桜

玉蔵院（ぎょくぞういん）は、埼玉県さいたま市浦和区にある真言宗豊山派の寺院。山号は宝珠山。本尊は大日如来座像。北足立八十八箇所霊場55番、88番札所。本堂横には樹齢100年以上のしだれ桜があり、桜の名所として有名である。

## 歴史
伝承によれば平安時代初期に空海により創建されたという。戦国時代に醍醐寺三宝院の直末寺となった。また、学僧印融が来て中興した。1591年に徳川家康が10石の寺領を寄進。江戸時代に長谷寺の移転寺として出世。1699年12月伽藍を焼失。本堂は1701年に再建され、以後徐々に復興。1710年、本尊の大日如来坐像が完成。昭和20年代に墓地の区画整理が行われ、墓地は市内原山（緑区）に移転した。江戸時代に浦和宿が興る以前の浦和は玉蔵院や調神社の門前町として栄えていた。戦後に境内を整備した浦和中央公園が隣接している。

## 文化財

### 埼玉県指定有形文化財
- 木造地蔵菩薩立像 1軀
- 絹本着色両界曼荼羅 2幅
- 玉蔵院文書 328通

### さいたま市指定有形文化財
- 玉蔵院地蔵堂
- 玉蔵院山門
- 酒井忠世書状 1幅
- 玉蔵院寺領寄進状及び朱印状 12通
- 守護侍不入石杭 1基

## 行事
8月23日に施餓鬼が行われる。玉蔵院の施餓鬼は関東三大施餓鬼の一つである。この起源は1800年頃と言われる。

## アクセス
- 東日本旅客鉄道（JR東日本）各線「浦和駅」下車、西口より徒歩8分[4]。

## 周辺施設・道路
- タリーズコーヒーさくら草通り店
- カフェ・ベローチェさくら草通り店
- 浦和ロイヤルパインズホテル
- 埼玉会館
- 須原屋本店

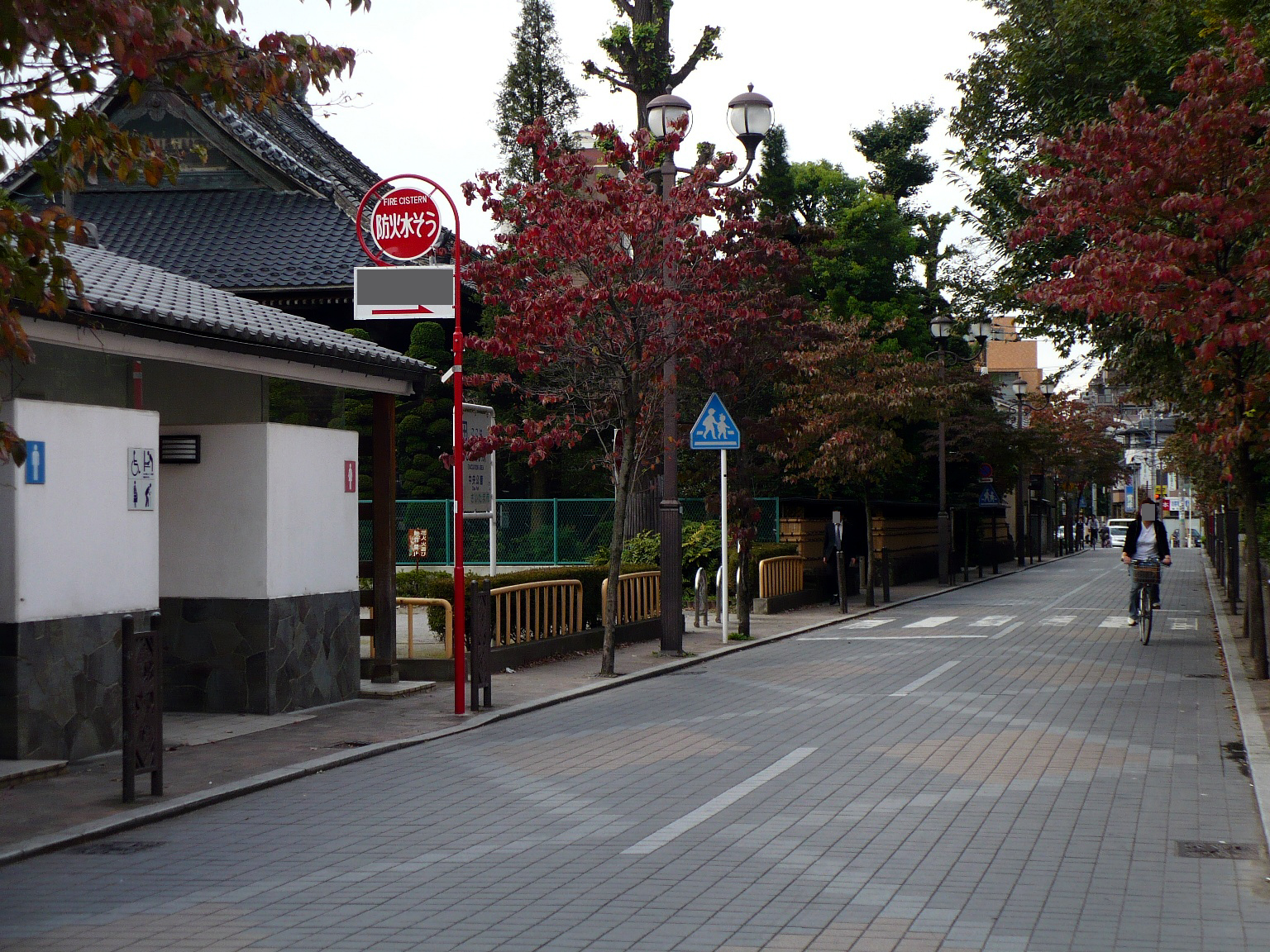
玉蔵院通り

- 門前通り - 玉蔵院通りを挟んで東側の境内と旧中山道（国道463号と埼玉県道65号さいたま幸手線が重複）を結ぶ道路。
- 玉蔵院通り - 県庁通り（国道463号）と市役所通りを結ぶ道路で、玉蔵院の境内はこの道路によって東西に分断されている。